# Diego Roberto Mendoza
Diego Roberto Mendoza (General Madariaga, provincia de Buenos Aires, 30 de septiembre de 1992) es un exfutbolista argentino que jugaba como delantero, y su último club antes de su retiro fue Huracán,  de la Primera División de Argentina.

## Trayectoria
Surgió de las divisiones inferiores de Estudiantes de La Plata, donde disputó muy pocos partidos en la Primera División, aunque durante todo el 2013 fue el capitán del equipo Reserva.
A principios de 2014, luego de ir a la pretemporada con el plantel de Estudiantes, el delantero fue cedido al Villa San Carlos de la Primera B Nacional, segunda división. El equipo, finalmente, descendió a la Primera B, aunque en ese semestre Mendoza marcó 5 goles en 17 partidos disputados. A mediados de ese año, volvió a Estudiantes.
Durante un partido amistoso de pretemporada entre Estudiantes y Nueva Chicago, el juvenil sorprendió con su buen rendimiento al entrenador visitante, Omar Labruna, por lo que decidió llevarlo para el club en la temporada de la Primera B Nacional 2014. Allí marcó su primer gol frente a Guaraní Antonio Franco, en la segunda fecha del torneo, y le volvió a marcar al mismo equipo en la decimotercera fecha. Posteriormente, le convirtió a Instituto y fue una pieza clave en el ascenso de su equipo a la Primera División.
A principios de 2015, al finalizar el préstamo con Nueva Chicago, debió volver a Estudiantes de La Plata, donde jugó la Copa Libertadores 2015. Su primer partido en esta nueva etapa fue el 9 de marzo contra San Lorenzo, en la derrota de su equipo por 2 a 0.
Luego de la partida de Guido Carrillo y Diego Vera, Mendoza quedó como el centrodelantero titular del equipo, durante la temporada 2015.
El 13 de enero de 2016 firmó su pase a préstamo con Huracán. En el 2017 sufrió un accidente en Venezuela con el club de Parque de los Patricios.
Luego se fue a jugar a España, en el club Ibiza. En 2020 volvió a Huracán.
A finales del 2022, anuncia su retiro de la práctica profesional del futbol a los 30 años.  

## Clubes
| Club                    | País      | Año       | PJ | Goles |
| ----------------------- | --------- | --------- | -- | ----- |
| Estudiantes de La Plata | Argentina | 2012-2013 | 7  | 0     |
| Villa San Carlos        | Argentina | 2014      | 18 | 4     |
| Nueva Chicago           | Argentina | 2014      | 16 | 3     |
| Estudiantes de La Plata | Argentina | 2015      | 21 | 4     |
| Huracán                 | Argentina | 2016-2018 | 55 | 6     |
| Belgrano                | Argentina | 2019      | 10 | 0     |
| Ibiza                   | España    | 2019-2020 | 8  | 3     |
| Huracán                 | Argentina | 2020-2021 | 3  | 1     |